# 수색로
수색로(水色路)는 서울특별시 서대문구 연희동 사천교 교차로에서 서울특별시 은평구 수색동 덕은교 교차로에 이르는 도로이다. 이 도로는 왕복 6차선이고, 총 연장은 4.1km이다. 기점인 사천교 교차로에서는 국도 제48호선인 성산로와 직결되고, 종점인 덕은교 교차로에서는 중앙로와 직결된다.

## 역사
- 1972년 11월 26일 : 은평구 수색동 덕은교 시계에서 서대문구 연세대학교에 이르는 도로를 가좌로(加佐路)로 지정(길이 6.1 km)
- 1978년 6월 29일 : 도로명을 가좌로에서 수색로로 변경하고, 종점을 연세대학교에서 사천교로 단축

## 경유지
서울특별시
- 서대문구 (연희동 · 북가좌동 · 남가좌동) - 은평구 (증산동 · 수색동)

## 노선
| 이름                          | 접속 노선     | 소재지        | 소재지                | 소재지        | 비고          |
| 성산로와 직결                 | 성산로와 직결 | 성산로와 직결 | 성산로와 직결         | 성산로와 직결 | 성산로와 직결 |
| ----------------------------- | ------------- | ------------- | --------------------- | ------------- | ------------- |
| 사천교교차로                  | 홍제천교      | 서울특별시    | 서대문구              | 연희동        |               |
| 사천교                        |               | 서울특별시    | 서대문구              | 연희동        |               |
| 가좌사거리                    | 수색로6길     | 서울특별시    | 서대문구              | 북가좌동      |               |
| 북가좌삼거리                  | 응암로        | 서울특별시    | 서대문구              | 북가좌동      |               |
| 증산교사거리                  | 불광천길      | 서울특별시    | 서대문구              | 북가좌동      |               |
| 증산교                        |               | 서울특별시    | 서대문구              | 북가좌동      |               |
|                               | 은평구        | 서울특별시    | 수색동                |               |               |
| 6호선 디지털미디어시티역      | 은평구        | 서울특별시    | 수색동                |               |               |
| (이름 없음)                   | 은평구        | 서울특별시    | 국도 제1호선 (증산로) | 증산동        |               |
| 경의중앙선 디지털미디어시티역 | 은평구        | 서울특별시    |                       | 수색동        |               |
| 수색역                        | 은평구        | 서울특별시    |                       | 수색동        |               |
| 수색역삼거리                  | 은평구        | 서울특별시    | 은평터널로            | 수색동        |               |
| 수색동주민센터                | 은평구        | 서울특별시    |                       | 수색동        |               |
| 수색교교차로                  | 은평구        | 서울특별시    | 가양대로              | 수색동        |               |
| 덕은교차로                    | 은평구        | 서울특별시    | 수색로24길            | 수색동        |               |
| 중앙로와 직결                 |               |               |                       |               |               |

## 주요 건물 및 시설
- 6호선 디지털미디어시티역 (서울특별시 은평구 수색로 지하175)
- 경의중앙선 디지털미디어시티역 (서울특별시 은평구 수색로 193)
- 수색역 (서울특별시 은평구 수색로 261-1)
- 수색동주민센터 (서울특별시 은평구 수색로 280)

## 버스 중앙 전용 차로제
현재 수색로 전체 구간에서는 버스 중앙 전용 차로제가 시행되고 있다. 동쪽으로는 성산로와 연결되어 이화여대 후문까지, 서쪽으로는 중앙로의 고양BRT를 통해서 대화역까지 이어진다.